# El Cachorón
El Cachorón är en ort i Mexiko.   Den ligger i kommunen Culiacán och delstaten Sinaloa, i den västra delen av landet, 1 000 km nordväst om huvudstaden Mexico City. El Cachorón ligger 44 meter över havet och antalet invånare är 178.
Terrängen runt El Cachorón är platt. Runt El Cachorón är det ganska tätbefolkat, med 155 invånare per kvadratkilometer. Närmaste större samhälle är El Rosario, 9,2 km söder om El Cachorón. Trakten runt El Cachorón består till största delen av jordbruksmark.